# Alexij (Baženov)
Alexij (světským jménem: Dimitrij Vladimirovič Baženov; 2. června 1872, Sevastopol – 8. dubna 1938, Simferopol) byl ruský duchovní Ruská pravoslavná církev, metropolita simferopolský a krymský. Byl osobností renovacionismu.

## Život
Narodil se 2. června 1872 v Sevastopolu do rodiny kněze.
Navštěvoval Simferopolské duchovní učiliště a Tavrický duchovní seminář, který dokončil roku 1894.
Od 10. října 1894 byl psalomščikem Pokrovského chrámu v Kerči. Působil zde také jako učitel na farní škole.
Dne 1. září 1898 nastoupil na Moskevskou duchovní akademii a 11. března 1900 byl postřižen na monacha se jménem Alexij. Dne 6. dubna 1900 byl rukopoložen na hierodiakona.
Dne 7. června 1901 přešel na Petrohradskou duchovní akademii a 26. května 1902 byl rukopoložen na jeromonacha.
Po vysvěcení se stal učitelem historie, liturgiky, homiletiky na Pskovském duchovním semináři.
Dne 16. března 1903 mu bylo uděleno právo nosit nabedrennik.
Dne 13. srpna 1904 se stal asistentem dozorce Rjazaňského duchovního učiliště.
Dne 4. prosince 1904 byl jmenován inspektorem Blagověščenského duchovního semináře, ale post odmítl. Dne 21. prosince post přijal.
Dne 12. dubna 1906 mu byl udělen náprsní kříž Svatého synodu.
Dne 13. května 1906 se stal dozorcem Bachmutského duchovního učiliště.
Dne 22. července 1911 byl ustanoven rektorem Černihivského duchovního semináře s povýšením na archimandritu.
Dne 6. listopadu 1913 jej Nejsvětější synod jmenoval biskupem mykolajivským a třetím vikářem oděské eparchie. Dne 8. prosince proběhla jeho biskupská chirotonie.
Dne 23. ledna 1914 se stal druhým vikářem chersonské eparchie a 30. července prvním vikářem.
V letech 1914–1920 byl představeným Uspenského monastýru v Oděse.
Roku 1917 dočasně spravoval chersonskou eparchii.
Dne 24. prosince 1918 byl jmenován biskupem jelizavetgradským a první vikářem chersonské eparchie. Dne 16. února 1921 byl převeden na tiraspolskou katedru. Do 26. června stejného roku spravoval chersonskou eparchii a na začátku roku 1922 byl osvobozen od funkce prvního vikáře.
Roku 1922 byl zatčen. Pod nátlakem uznal renovační Vyšší církevní správu. Dne 11. září 1922 byl odsouzen ke dvoum letům v pracovním táboře a odkladem.
Dne 13. října 1922 byl jmenován renovačním biskupem oděským a chersonským s povýšením na arcibiskupa. Dne 16. února 1923 se stal arcibiskupem kazaňským a svijažským.
Roku 1923 podepsal dokument o zbavení mnišství patriarchy Tichona. Dne 14. června téhož roku byli po jeho udání zatčeni tři monaši z monastýru svatého Jana Předchůdce, ale 30. června byli propuštěni.
Dne 16. dubna 1924 byl povýšen na metropolitu.
Roku 1924 zvažoval pokání a opětovný vstup do jurisdikce Moskevského patriarchátu, pod podmínkou zachování titulu metropolity.
Od listopadu 1933 byl metropolitou simferopolským a krymským.
Dne 8. února 1938 byl zatčen a 9. února 1938 byl penzionován. Dne 15. února 1938 byl po obvinění z vedení kontrarevoluční činnosti odsouzen Trojkou NKVD k trestu smrti. Rozsudek byl vykonán 8. dubna. Roku 1965 byl rehabilitován.